# Jing Xuezhu
Jing Xuezhu, född 20 april 1975, är en friidrottare från Kina. Hon deltog vid olympiska sommarspelen 2004.